# Onthophagus keralicus
Onthophagus keralicus là một loài bọ cánh cứng trong họ Bọ hung (Scarabaeidae).